# أيسلينج لوفتوس
أيسلينج لوفتوس (بالإنجليزية: Aisling Loftus) هي ممثلة بريطانية، ولدت في 1 سبتمبر 1990 في المملكة المتحدة.

## أعمال

### مسلسلات
- الحرب والسلم

## وصلات خارجية
- أيسلينج لوفتوس على موقع IMDb (الإنجليزية)
- أيسلينج لوفتوس على موقع ألو سيني (الفرنسية)
- أيسلينج لوفتوس على موقع أول موفي (الإنجليزية)
- أيسلينج لوفتوس على موقع قاعدة بيانات الأفلام السويدية (السويدية)
- أيسلينج لوفتوس على موقع قاعدة بيانات الفيلم (الإنجليزية)
- أيسلينج لوفتوس على موقع كينوبويسك (الروسية)